# Buell (motorfiets)
Buell is een Amerikaans merk van motorfietsen.
Buell Motor Company Inc., Milwaukee.
Erik Buell, voormalig werknemer van Harley-Davidson, is een Amerikaanse producent van caféracers op basis van Harley-Davidson-blokken.
Buell werkte sinds 1993 nauw samen met Harley en verzorgde eigenlijk de sportieve ontwikkelingen. Buell was in eerste instantie voor 49% eigendom van Harley-Davidson, maar uiteindelijk was het 100% dochter van H-D.
Voor het modeljaar 2008 werd er naast de lucht(+olie)gekoelde modellen een nieuw model toegevoegd.
De BUELL 1125R. Het grootste verschil met de huidige modellen is dat deze motorfiets voorzien is van een vloeistof gekoeld 72 graden V-twin motorblok. Dit 1125cc-motorblok wordt geproduceerd in samenwerking met BRP Rotax uit Oostenrijk. Voor 2009 kwam er een BUELL 1125CR bij, afgeleid van de BUELL 1125R maar dan in caféraceruitvoering.
Op 15 oktober 2009 maakte Erik Buell bekend dat het merk Buell op 30 oktober 2009 ophoudt te bestaan en dat de complete modellenlijn niet meer geproduceerd wordt.
In 2011 werd bekend dat de productie van een nieuw model werd opgestart, maar voorlopig slechts in een beperkt aantal van 100 stuks. Daarvoor is de motor van de 1125 cc vergroot tot 1190 cc. De machine zou 175 pk gaan leveren en ca. $ 28.000 kosten.
Inmiddels is er een straatproductiemodel 1190rx op de markt gekomen.